# Apamea cluna
Apamea cluna är en fjärilsart som beskrevs av John Kern Strecker 1898. Apamea cluna ingår i släktet Apamea och familjen nattflyn. Inga underarter finns listade i Catalogue of Life.